# Daniel Sturm (Politiker)

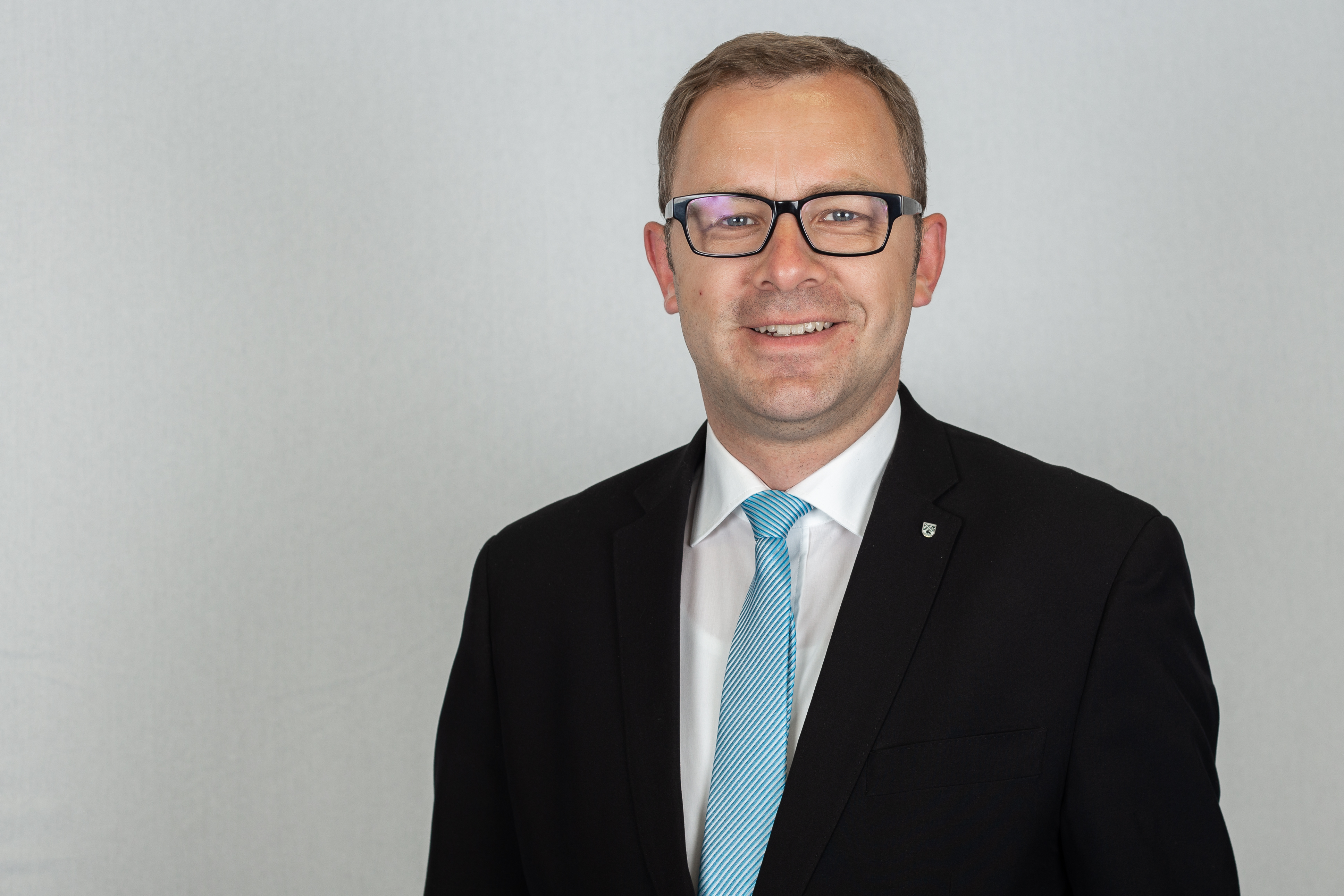
Daniel Sturm 2018

Daniel Sturm (* 6. März 1977 in Naumburg (Saale)) ist ein deutscher Politiker (CDU) und Mitglied des Landtages von Sachsen-Anhalt.

## Leben
Nach seinem Realschulabschluss im Jahr 1993 machte Daniel Sturm von 1993 bis 1996 eine Berufsausbildung zum Friseur, arbeitete anschließend in diesem Beruf und machte im Jahr 2003 den Abschluss zum Friseurmeister. Seit 2005 ist Sturm als selbstständiger Friseurmeister in Naumburg tätig.
Zwischen 1993 und 2006 war er Mitarbeiter beim Naumburger Tageblatt. Zwischen 1996 und 2006 war er Mitarbeiter beim Landtagsabgeordneten Curt Becker.
Daniel Sturm ist Mitglied der Friseurinnung und des Naumburger Bürgervereins e. V.

## Politik
Daniel Sturm trat 1993 der CDU und der Jungen Union bei, war bis 1997 Vorsitzender der Jungen Union in Naumburg und von 1997 bis 2005 Kreisvorsitzender der Jungen Union im Burgenlandkreis. Von 1998 bis 2002 war er Beisitzer im Landesvorstand der Jungen Union und zwischen 2002 und 2006 Stellvertretender Landesvorsitzender. Im Jahr 2006 trat Sturm in die Mittelstands- und Wirtschaftsvereinigung der CDU in Sachsen-Anhalt (MIT) ein. Seit 1999 ist er CDU-Vorsitzender in Naumburg. Seit 2004 ist er Stadtrat in Naumburg und stellvertretender Fraktionsvorsitzender.
Im März 2006 wurde Daniel Sturm über den Wahlkreis 44 (Naumburg) in den Landtag von Sachsen-Anhalt gewählt. Dort ist er Schriftführer des Landtagspräsidenten sowie Mitglied im Ausschuss für Recht und Verfassung, im Wahlprüfungsausschuss sowie im Zehnten Parlamentarischen Untersuchungsausschuss (Polizeiarbeit).
Bei der Wahl des 7. Landtages von Sachsen-Anhalt am 13. März 2016 gewann er mit 31,9 % wieder das Direktmandat im Wahlkreis 42 (Naumburg) und schaffte so knapp den Wiedereinzug in den Landtag vor der AfD-Kandidatin Lydia Funke (30,8 %). Bei der Landtagswahl 2021 verteidigte er das Direktmandat mit 42,1 % der Erststimmen.

## Mitgliedschaft im Verein Werteunion
Im Mai 2019 berichtete die Frankfurter Allgemeine, dass Daniel Sturm und Lars-Jörn Zimmer, beide Mitglieder des CDU-Landesvorstands, zeitgleich dem konservativen politischen Verein Werteunion beigetreten seien.